# جاي ولس
جاي ولس (بالإنجليزية: J. Wells)‏ هو ملحن ومنتج أسطوانات أمريكي، ولد في 1983 في شيكاغو في الولايات المتحدة.

## وصلات خارجية
- الموقع الرسمي
- جاي ولس على موقع IMDb (الإنجليزية)
- جاي ولس على موقع ميوزك برينز (الإنجليزية)
- جاي ولس على موقع ديسكوغز (الإنجليزية)